# Lee Morin
Lee Miller Emile Morin (Manchester, 9 de setembro de 1952) é um astronauta norte-americano.
Formado em bioquímica e medicina, trabalhou no Instituto de Tecnologia de Massachusetts nos anos 1970 e fez residência nos anos 1980 em cirurgia geral em hospitais de Nova York. Em 1983 passou a fazer arte do corpo médico da Marinha dos Estados Unidos como oficial da reserva. Durante a Operação Tempestade no Deserto em 1991, atuou como médico-cirurgião baseado no Bahrein.
Entrou para a NASA em 1996 e após o curso de treinamento de dois anos foi qualificado como especialista de missão dos voos do ônibus espacial. Em abril de 2002 foi ao espaço na missão STS-110 Atlantis que, em conjunto coma tripulação da Expedição 4, já na ISS, preparou a estação para futuros passeios espaciais de seus integrantes. Nesta missão ele esteve duas vezes fora da nave, num total de quatorze horas de atividades extraveiculares.